# Noviziato (scout)
Il Noviziato è un periodo, generalmente di un anno, in cui un esploratore o una guida, terminato il suo cammino nel reparto (all'età di circa 16 anni), desidera entrare nella branca dei Rover o delle Scolte. In questo periodo il novizio approfondisce il differente modo di vivere lo scautismo in un'età in cui le scelte divengono fondamentali per la vita dell'adulto. Questo periodo viene proposto soprattutto nelle associazioni scout cattoliche.

## Attività del noviziato
Nell'ambito degli Scout d'Europa, la Pattuglia Novizi svolge, con regolarità e metodo, sue attività specifiche, oltre ad attività svolte con il resto del Clan. Il Novizio Rover deve scoprire il roverismo, valutando l'impegno Rover e decidendone liberamente l'accettazione. 
La Pattuglia Novizi affronta i problemi principali dell'età, in ambito di temi come fede, uomo, società, scelta del proprio futuro, famiglia. Le idee vengono attuate e sperimentate, abituando i Novizi Rover a passare dal teorico al concreto. Si effettuano inchieste, attività fisiche, tecniche, servizi, formazione e cultura religiosa, scoperta della Carta di Clan. A conclusione dell'anno vissuto come Novizio Rover, egli chiede per sua libera scelta di essere ammesso alla firma dell'Impegno, ovvero della Carta di Clan.